# Campeonato Europeo de Voleibol Femenino de 2009
El XXVI Campeonato Europeo de Voleibol Femenino se celebrará en Polonia en septiembre de 2009 bajo la organización de la Federación Internacional de Voleibol (FIVB) y la Federación Polaca de Voleibol.

## Formato
El torneo se jugó en tres etapas diferentes. En la primera etapa, los dieciséis participantes se dividieron en cuatro grupos (A, B, C y D) de cuatro equipos cada uno. Se jugó un solo formato round-robin dentro de cada grupo para determinar la posición del grupo de equipos, los tres mejores equipos de cada grupo (un total de 12 equipos) avanzaron a la segunda etapa.
La segunda etapa del torneo consistió en dos grupos de seis equipos cada uno. Como los resultados de la primera etapa entre los equipos que avanzaron a esta etapa también contaron, los dos grupos han sido predeterminados, un grupo formado por los grupos A y C, mientras que el otro estaba formado por los grupos B y D. En cada uno de los dos grupos, los equipos jugaron una vez contra cada oponente que no habían enfrentado en el torneo (un total de tres partidos cada uno), agregando eso a los resultados obtenidos contra los otros dos equipos que también avanzaron desde la primera etapa del mismo grupo. Los dos ganadores del grupo y los dos subcampeones de esta segunda etapa avanzaron a la tercera etapa.
La tercera y última etapa del torneo estuvo compuesta por las semifinales, el partido por el tercer lugar y la final. Un sorteo decidió qué ganador jugó qué subcampeón en las semifinales.

## Grupos
| Grupo A      | Grupo B  | Grupo C     | Grupo D         |
| ------------ | -------- | ----------- | --------------- |
| Croacia      | Francia  | Bielorrusia | Azerbaiyán      |
| Países Bajos | Alemania | Bélgica     | República Checa |
| Polonia      | Italia   | Bulgaria    | Serbia          |
| España       | Turquía  | Rusia       | Eslovaquia      |

## Sedes
El torneo se jugó en cuatro sedes de cuatro ciudades de Polonia. Cada ciudad albergó un grupo de la fase final. Después, Łódź y Katowice organizaron las dos rondas de playoffs. Por último, Łódź fue la sede de las semifinales, la final de consolidación y la gran final por ser el campeón de Europa.
| Foto | Grupo                     | Ciudad               | Instalación   | Capacidad |
| ---- | ------------------------- | -------------------- | ------------- | --------- |
|      | Grupos A, E y Ronda Final | Łódź ( Polonia)      | Atlas Arena   | 13 500    |
|      | B                         | Breslavia ( Polonia) | Hala Stulecia | 7000      |
|      | C                         | Bydgoszcz ( Polonia) | Łuczniczka    | 8000      |
|      | D y F                     | Katowice ( Polonia)  | Spodek        | 11 500    |

## Primera fase
Todos los partidos en la hora Central European Summer Time (UTC+2).

### Grupo A
| Equipo       | J | G | P | SG | SP | PG  | PP  | DP    | PTS |
| ------------ | - | - | - | -- | -- | --- | --- | ----- | --- |
| Países Bajos | 3 | 3 | 0 | 9  | 0  | 225 | 140 | 1,607 | 6   |
| Polonia      | 3 | 2 | 1 | 6  | 5  | 236 | 218 | 1,083 | 5   |
| España       | 3 | 1 | 2 | 5  | 8  | 243 | 282 | 0,862 | 4   |
| Croacia      | 3 | 0 | 3 | 2  | 9  | 188 | 252 | 0,746 | 3   |

- Resultados

| Fecha | Hora  | Partido¹     | Partido¹ | Partido¹     | Resultado |
| ----- | ----- | ------------ | -------- | ------------ | --------- |
| 25.09 | 17:30 | Países Bajos | -        | Croacia      | 3-0       |
| 25.09 | 20:00 | España       | -        | Polonia      | 2-3       |
| 26.09 | 17:30 | Polonia      | -        | Croacia      | 3-0       |
| 26.09 | 20:00 | España       | -        | Países Bajos | 0-3       |
| 27.09 | 17:00 | Polonia      | -        | Países Bajos | 0-3       |
| 27.09 | 20:00 | Croacia      | -        | España       | 2-3       |

- (¹) – Todos en Łódź.

### Grupo B
| Equipo   | J | G | P | SG | SP | PG  | PP  | DP    | PTS |
| -------- | - | - | - | -- | -- | --- | --- | ----- | --- |
| Italia   | 3 | 3 | 0 | 9  | 1  | 248 | 193 | 1,285 | 6   |
| Alemania | 3 | 2 | 1 | 6  | 6  | 262 | 265 | 0,989 | 5   |
| Turquía  | 3 | 1 | 2 | 5  | 6  | 228 | 227 | 1,004 | 4   |
| Francia  | 3 | 0 | 3 | 2  | 9  | 217 | 270 | 0,804 | 3   |

- Resultados

| Fecha | Hora  | Partido¹ | Partido¹ | Partido¹ | Resultado |
| ----- | ----- | -------- | -------- | -------- | --------- |
| 25.09 | 15:00 | Turquía  | -        | Francia  | 3-0       |
| 25.09 | 17:30 | Italia   | -        | Alemania | 3-0       |
| 26.09 | 15:00 | Italia   | -        | Turquía  | 3-0       |
| 26.09 | 17:30 | Alemania | -        | Francia  | 3-1       |
| 27.09 | 15:00 | Francia  | -        | Italia   | 1-3       |
| 27.09 | 17:30 | Alemania | -        | Turquía  | 3-2       |

- (¹) – Todos en Wrocław.

### Grupo C
| Equipo      | J | G | P | SG | SP | PG  | PP  | DP    | PTS |
| ----------- | - | - | - | -- | -- | --- | --- | ----- | --- |
| Rusia       | 3 | 3 | 0 | 9  | 2  | 253 | 178 | 1,421 | 6   |
| Bulgaria    | 3 | 2 | 1 | 6  | 6  | 240 | 251 | 0,956 | 5   |
| Bélgica     | 3 | 1 | 2 | 7  | 7  | 293 | 304 | 0,964 | 4   |
| Bielorrusia | 3 | 0 | 3 | 2  | 9  | 217 | 270 | 0,804 | 3   |

- Resultados

| Fecha | Hora  | Partido¹    | Partido¹ | Partido¹    | Resultado |
| ----- | ----- | ----------- | -------- | ----------- | --------- |
| 25.09 | 17:30 | Bélgica     | -        | Bielorrusia | 3-1       |
| 25.09 | 20:30 | Bulgaria    | -        | Rusia       | 0-3       |
| 26.09 | 17:30 | Bulgaria    | -        | Bélgica     | 3-2       |
| 26.09 | 20:00 | Rusia       | -        | Bielorrusia | 3-0       |
| 27.09 | 17:30 | Bielorrusia | -        | Bulgaria    | 1-3       |
| 27.09 | 20:00 | Rusia       | -        | Bélgica     | 3-2       |

- (¹) – Todos en Bydgoszcz.

- Datos: Q777393
- Multimedia: 2009 Women's European Volleyball Championship / Q777393